# Ctenopleura fisheri
Ctenopleura fisheri is een kamster uit de familie Astropectinidae.
De wetenschappelijke naam van de soort werd in 1957 gepubliceerd door Hayashi.